# 皇帝 (タロット)

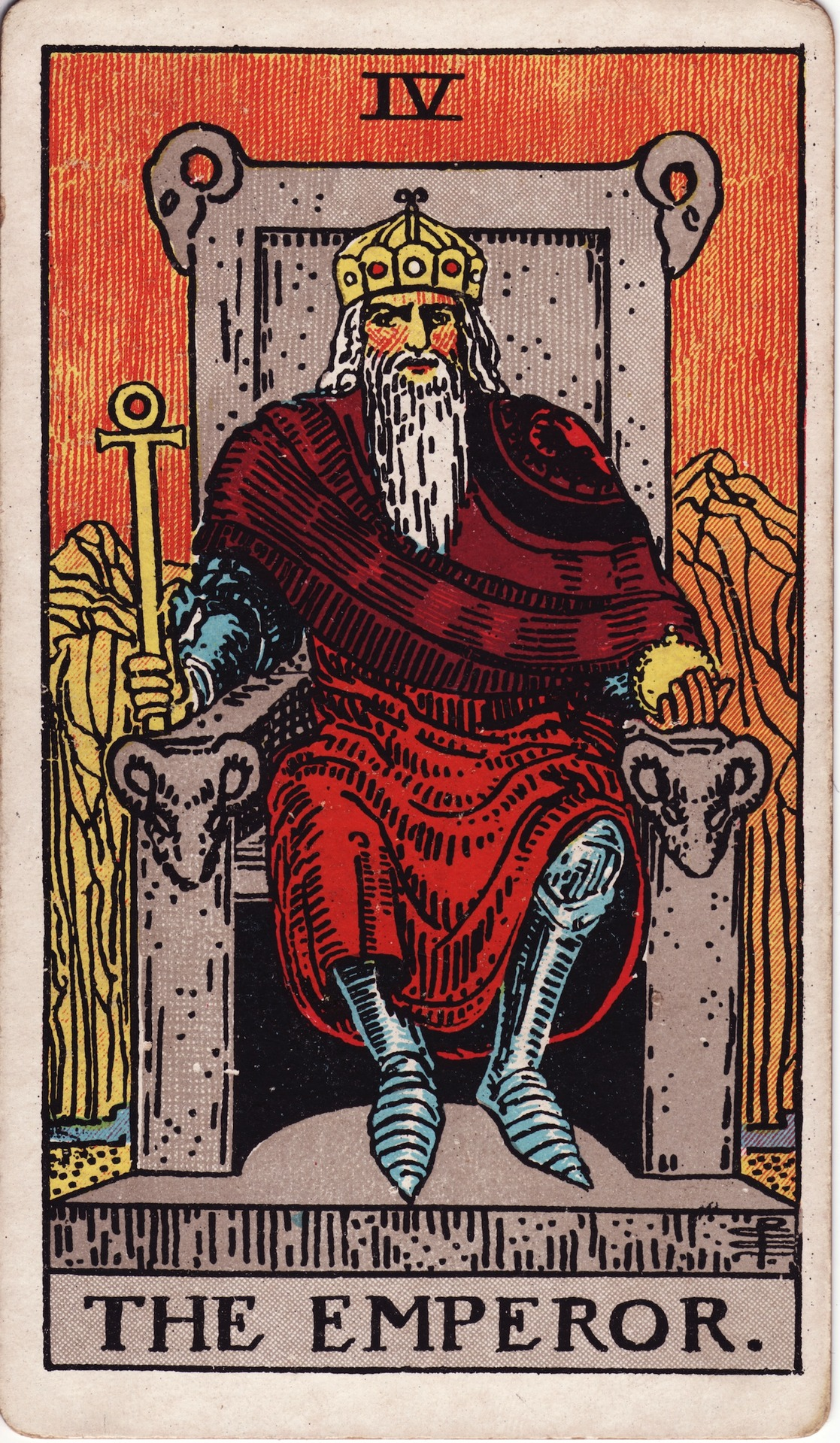
ウェイト版タロットの皇帝

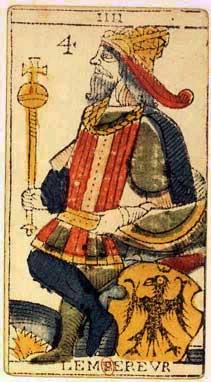
マルセイユ版タロットの皇帝

皇帝（こうてい、英: The Emperor、仏: L'Empereur）は、タロットの大アルカナに属するカードの1枚。
カード番号は「4」。前のカードは「3 女帝」。次のカードは「5 教皇」。

## カードの意味
正位置の意味
支配、安定、成就・達成、男性的、権威、行動力、意思、責任感の強さ、軸。
逆位置の意味
未熟、横暴、傲岸不遜、傲慢、身勝手、独断的、意志薄弱、無責任。
アーサー・エドワード・ウェイトのタロット図解における解説では「統治・堅固さ・防御・同盟」を意味するとされる。

## カバラとの関係
ヘブライ文字はツァディー（צ）、ただし複数の異説がある。「黄金の夜明け団」の説ではネツァクとイェソドのセフィラを結合する経に関連付けられている。

## 占星術との関係
以下のような諸説がある。
- 星座：白羊宮説[注釈 1]、金牛宮説、巨蟹宮説、天蠍宮説
- 惑星：太陽説、火星説[注釈 2]、木星説、地球説[注釈 3]、「火星+冥王星」説[注釈 4]

## 寓画の解釈
一人の男性が王冠をかぶり玉座に腰掛け王笏を手にしている構図は、タイトル通りこの男性が「皇帝」であることを示す。
マルセイユ版タロットでは、男性はこちらに体の左側面（無意識の側）を向けゆったりと足を組み、自分の内面をさらけ出すことになんらためらいを見せない堂々とした態度であるが、身体や玉座の向きなど全体の構図が左（象徴的に過去・内面）を強調していることから、一見すると隠者などと同様にやや後ろ向きな、内向的な印象を受ける。しかし、「地上的な現実」を表すとされる球体と、「霊」を表すとされる十字架を取り付けた黄金の王笏は男性の目線と同じ高さに掲げられている。これは社会を常に先見的立場から先導する理想的な指導者を描き表し、男性＝父権とあわせて「社会的権力の象徴」として解釈を行っていくのが一般的である。
また数字の「4」は、4方位（東・西・南・北）、四大元素（地・水・火・風）、古代の4つの性質（温・乾・湿・冷）、四季（春・夏・秋・冬）、四則演算（+・−・×・÷）などを示し、「皇帝」が古来より人間の霊的、肉体的生活を方向づけてきた偉大なる「4」を与えられた揺るぎない権力者であることを表している。
ウェイト版タロットではマルセイユ版と大きく異なっており、体を真正面に向け、毅然とした態度で王座に座っている外向的な男性の構図が描かれる。皇帝が身に纏っている装束は赤色となっているが、この色は魔術師と同様、血潮と男性原理に結び付けられ、ここでは血気盛んな戦士、闘争、激情へと派生する。右手に持っている王笏は十字と円で構成されるエジプト伝来のアンクを彷彿とさせるもので、「生命力」「多産性」を表す記号として扱われ、男性原理と女性原理の結合を暗示するものなど様々な説がある。皇帝の座っている角ばった台座には、黄道十二宮の一つとされる白羊宮（牡羊座）を表す4つの牡羊の頭が描かれている。この4ヶ所を全て線で繋げば「四角形」が出来上がり、ここに前述の「4」という数字が強くかかわるとされる。またこの札そのものには描かれていないが、女帝が対応する女性原理を表す金星（♀。ハート型の盾に描かれている）に対し、皇帝が対応するのは男性原理を表す火星（♂）である。男性原理とは、活力、獲得、武力に通じるエネルギーである。背景にそびえ立つ岩山は、現実社会の厳しさや、日々を生き抜くための戦いを示す、人間の試練を象徴するものとなっている。
なお、占星術によれば火星は白羊宮、牡羊座を支配している惑星でもある。